# Pterolophia affinis
Pterolophia affinis là một loài bọ cánh cứng trong họ Cerambycidae.